# Jaak Aab
Jaak Aab (Taagepera, 9 aprile 1960) è un politico estone.
Dall'aprile 2005 all'aprile 2007 è stato Ministro degli affari sociali con Andrus Ansip alla guida del Governo. È un rappresentante del Partito di Centro Estone.